# Климентове (Охтирський район)
Климентове́ — село в Україні, в Охтирському районі Сумської області. Населення становить 136 осіб. Колишній орган місцевого самоврядування — Староіванівська сільська рада.

## Географія
Село Климентове знаходиться на лівому березі річки Ворскла, вище за течією на відстані 2,5 км розташоване село Литовка, нижче за течією на відстані 2,5 км розташоване село Залужани, на протилежному березі — село Сосонка. Річка в цьому місці звивиста, утворює лимани, стариці і заболочені озера. До села примикає великий лісовий масив (сосна), у якому розташовано кілька будинків і баз відпочинку. Через село проходить автомобільна дорога Н12.
В селі Климентове знаходиться центроїд № 1 Гетьманського національного природного парку (Гетьманський НПП). Координати: В (північна широта) 50°23'10; L (східна довгота) 34°55'34. Там село перетинає автошлях Н-12 (Суми — Полтава) та розташовано автомобільний міст через річку Ворсклу.
В межах села до Гетманського парку віднесені ділянки заплави річки і сама річка Ворскла, місцями надзаплавні тераси, та правий корінний берег ріки.

## Населення
Населення за переписом 2001 року складає 136 осіб.

### Мова
Розподіл населення за рідною мовою за даними перепису 2001 року:
| Мова       | Кількість | Відсоток |
| ---------- | --------- | -------- |
| українська | 125       | 91.91%   |
| російська  | 11        | 8.09%    |
| Усього     | 136       | 100%     |

## Економіка
- база відпочинку «Електрон»;

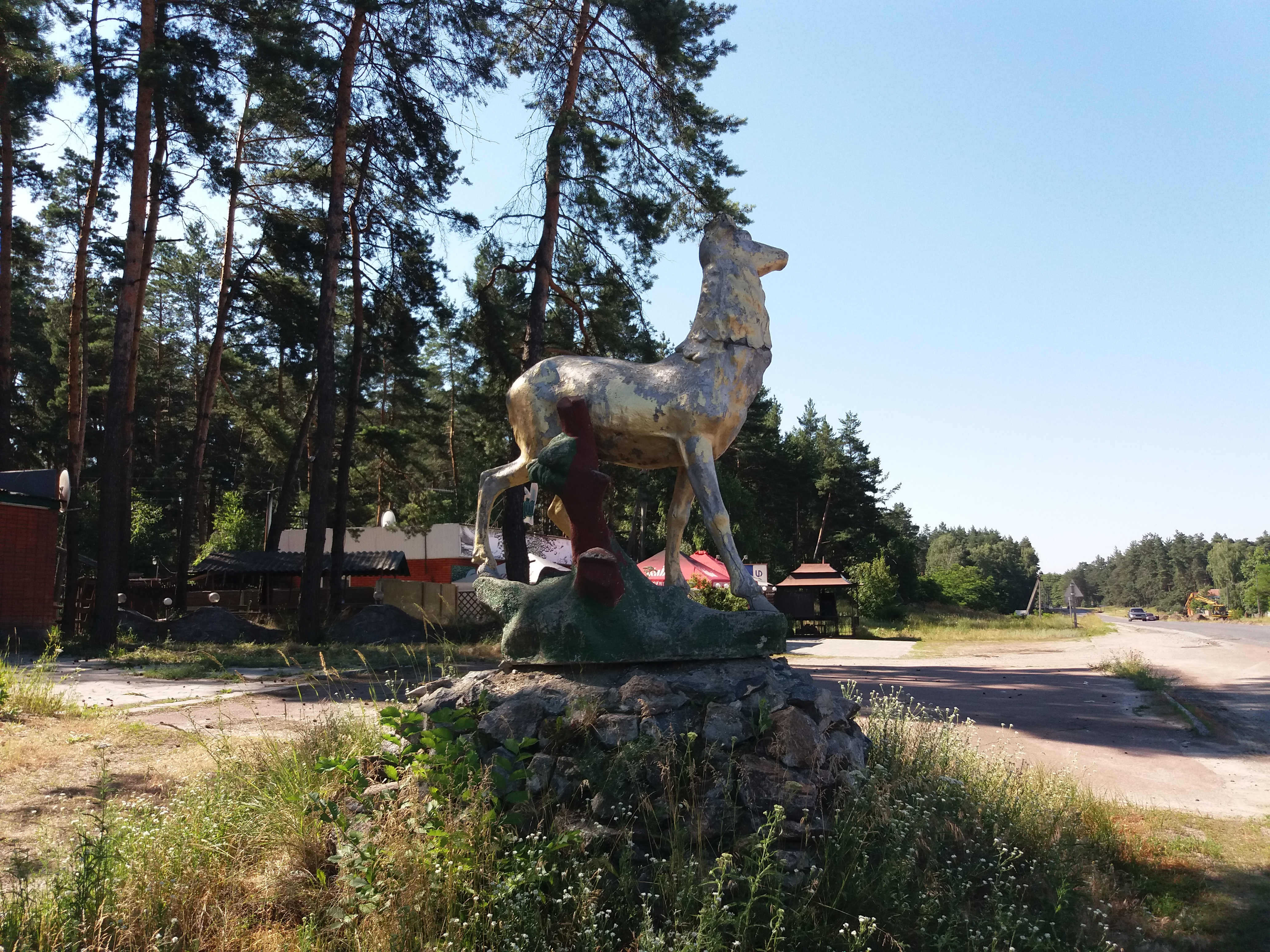
Скульптура біля кафе-бару «Олень»

- будинок відпочинку «Сосновий бір»;
- база відпочинку «Хуторок [Архівовано 4 квітня 2012 у Wayback Machine.]»;
- база відпочинку «Лісовичок»;
- база відпочинку «Климентове».
- мотель «Стародавній лицар» (вул. Дачна, 30)

## Пам'ятки
У селі є залишки старого водяного дерев'яного млина [Архівовано 16 вересня 2018 у Wayback Machine.], побудованого у XVIII столітті. Архітектурний пам'ятник що занепадає.